# Brachytarsophrys
A Brachytarsophrys a kétéltűek (Amphibia) osztályába, a békák (Anura) rendjébe és a  Csücskösásóbéka-félék (Megophryidae) családjába tartozó nem.

## Elterjedése
A nembe tartozó fajok Kína déli részén, Mianmarban, Thaiföld északi részén valamint Vietnám északi területein honosak.

## Rendszerezés
A nembe az alábbi fajok tartoznak:
- Brachytarsophrys carinense (Boulenger, 1889)
- Brachytarsophrys chuannanensis Fei, Ye & Huang, 2001
- Brachytarsophrys feae (Boulenger, 1887)
- Brachytarsophrys intermedia (Smith, 1921)
- Brachytarsophrys popei Zhao, Yang, Chen, Chen & Wang, 2014